# Балликлох
Балликлох (англ. Ballyclogh; ирл. Baile Cloch) — деревня в Ирландии, находится в графстве Корк (провинция Манстер).

## Демография
Население — 177 человек (по переписи 2006 года). В 2002 году население составляло 208 человек.
Данные переписи 2006 года:
| Общие демографические показатели |               |                               |                               |      |      |
| Всё население                    | Всё население | Изменения населения 2002—2006 | Изменения населения 2002—2006 | 2006 | 2006 |
| 2002                             | 2006          | чел.                          | %                             | муж. | жен. |
| 208                              | 177           | −31                           | −14,9                         | 84   | 93   |